# Kájov
Kájov település Csehországban, a Český Krumlov-i járásban. Kájov Srnín, Větřní, Český Krumlov, Bohdalovice, Boletice, Hořice na Šumavě, Chvalšiny, Křemže és Přísečná településekkel határos. Lakosainak száma 1996 fő (2024. január 1.).

## Népesség
A település lakosságának változását az alábbi diagram mutatja:
| Lakosok száma | 1350 | 1503 | 1741 | 1306 | 1184 | 1237 | 1836 | 1819 | 1870 | 1996 |
|               | 1869 | 1890 | 1921 | 1950 | 1980 | 2001 | 2017 | 2019 | 2022 | 2024 |